# Burg Wittlage
Die Burg Wittlage ist eine zur Festung ausgebaute Burg im Ortsteil Wittlage (Burgstraße 5) der Gemeinde Bad Essen im Landkreis Osnabrück in Niedersachsen.

## Geschichte
Die Burg Wittlage wurde 1309 vom Osnabrücker Bischof Engelbert (II.) von Weyhe als Stiftsburg zur Sicherung der östlichen Landesgrenze gegen Ravensberg, Minden und Diepholz gebaut. Sein Nachfolger Bischof Gottfried Graf von Arnsberg befestigte und vergrößerte die Burg mit Mauern. Im 15. Jahrhundert ließ Bischof Otto Graf von Hoya das Herrenhaus (Aula) erbauen. Die Außenburg wurde unter Bischof Konrad IV. Graf von Rietberg angelegt.
Möglicherweise hat es bereits eine Vorgängeranlage gegeben, denn im nördlich der Bundesstraße gelegenen Wittlager Rott sollen zu Beginn des 19. Jhs. noch Wälle und Gräben existiert haben. Sie bildete den Kern des etwa ab 1353 gebildeten gleichnamigen Amtes und war Sitz des Amtmannes, später allgemein als Drost bezeichnet. Dieser verwaltete ab 1556 zugleich auch das benachbarte Amt Hunteburg. Im Jahre 1553 wurde sie durch Söldner des Herzogs Philipp Magnus von Braunschweig-Wolfenbüttel überfallen und ausgeplündert.
Zu Beginn des Dreißigjährigen Krieges war die Burg noch nicht festungsmäßig ausgebaut und hatte keine ständige Besatzung. Sie wurde daher von 1626 bis 1628 durch dänische Truppen besetzt, aber offensichtlich nicht verstärkt oder ausgebaut.
Erst nachdem 1633 schwedische Truppen die Burg Wittlage besetzt hatten, wurde sie in geringem Umfang zur Festung ausgebaut. Die schwedischen Truppen konnten so bis 1642 drei Eroberungsversuche abweisen und räumten die Festung erst 1650. Von 1651 bis 1652 war die Festung Wittlage durch die bischöflich-osnabrücker Kompanie zu Fuß Pfeffer besetzt. 
Mit dem Bau des Amtshauses 1726 bis 1728 durch Fürstbischof Ernst August II. diente sie nur noch als Amtssitz des Drosten. Um 1750 wurde in der Vorburg ein Wirtschaftsgebäude aus Fachwerk errichtet, 1860 ein Gefangenenhaus an den Turm angesetzt.
Nach der Annexion des Königreichs Hannover und des mit ihm verbundenen Fürstentums Osnabrück durch das Königreich Preußen wurden die Gebäude in der ehemaligen Festung zur Unterbringung der Verwaltung des neu gebildeten Kreis Wittlage genutzt.
Heute dienen die erhaltenen Gebäude in der Anlage dem Verbund Sozialer Dienste (VSD) als Einrichtungen. In dem Heuerhaus ist ein Inklusioncafé eingerichtet worden, in dem sogenannten OKD-Haus ist die Küche, das Gebäude neben dem Bergfried ist eine stationäre Wohngruppe für Kinder und Jugendliche, und das ehemalige Gästehaus dient dem VSD nun als Verwaltungsstandort mit Büroräumen für die Mitarbeiter.

## Beschreibung
Die 40 × 58 m große Kernburg ist von einem Wall mit vorgelagertem Graben umgeben. In der nordöstlichen Ecke der Anlage steht der massive Bergfried, an den sich nach Süden hin das mit der Ostwand auf der Ringmauer stehende Wohnhaus anschließt, in dem die spätere Rentei untergebracht war. Die Westseite der Burg wird in einer Länge von 40 Metern durch das von Bischof Ernst August II. (1716–1728) teilweise neu erbaute Amtshaus eingenommen. Die Kellerräume stammen von einem Vorgängerbau und sind mit Schießscharten versehen. Das Tor befindet sich im nördlichen Abschnitt der Ringmauer. Der mächtige, 29 m hohe, siebengeschossige Bergfried besitzt eine Seitenlänge von 10 m bei einer Wandstärke von 3,50 m.
Die sich nach Norden erstreckende Vorburg war von einem breiten Wall mit vorliegendem Graben, dem sogenannten „Amtsgraben“, umgeben, der auch die Hauptburg einschloss. Der Zugang lag im Westen und besaß früher ein Torhaus. In der Vorburg sollen 1808 noch eine große Scheune und ein "altes Lusthaus" gestanden haben. Während der Graben der Vorburg noch nahezu vollständig erhalten ist, sind vom Wall nur noch Reste vorhanden. An der Nordostecke der Vorburg und der Südwestecke der Kernburg waren früher Bastionen vorhanden.